# Jim Turner
James Bayard Turner, detto Jim (Martinez, 28 marzo 1941 – Arvada, 10 giugno 2023), è stato un giocatore di football americano statunitense che ha giocato nel ruolo di placekicker nella American Football League (AFL) e nella National Football League (NFL).

## Carriera
Turner fu scelto nel diciannovesimo giro del Draft NFL 1963 dai Washington Redskins, con cui non giocò mai. Firmò come free agent con i New York Jets del capo-allenatore Weeb Ewbank nella AFL. "Tank" segnò l'allora record di 145 punti nella stagione regolare 1968 con un record di 34 field goal. Segnò nove punti nella finale del campionato AFL vinta contro gli Oakland Raiders e dieci punti quando i Jets vinsero il Super Bowl III battendo i favoritissimi Baltimore Colts, in una delle più grandi sorprese della storia del football. Rimase coi Jets fino al 1970, in quella che fu la prima stagione della franchigia nella NFL.
Nel 1971, Turner passò ai Denver Broncos dove giocò per altre nove stagioni e segnò quattro punti nel Super Bowl XII perso contro i Dallas Cowboys, incluso un field goal da 43 yard. Fu inserito nel Denver Broncos Ring of Fame nel 1988.

## Palmarès

### Franchigia
- Campionati AFL : 1

New York Jets: 1968
- Super Bowl : 1

New York Jets: Super Bowl III
- American Football Conference Championship: 1

Denver Broncos: 1977

### Individuale
- Seconda formazione ideale di tutti i tempi della AFL
- Denver Broncos Ring of Fame

## Statistiche
| Field goal tentati | 408 |
| Field goal segnati | 304 |
| Percentuale        | 62% |